# Schizonycha puguensis
Schizonycha puguensis är en skalbaggsart som beskrevs av Moser 1924. Schizonycha puguensis ingår i släktet Schizonycha och familjen Melolonthidae. Inga underarter finns listade i Catalogue of Life.